# XVIIe congrès du Parti communiste pansoviétique (bolchevik)

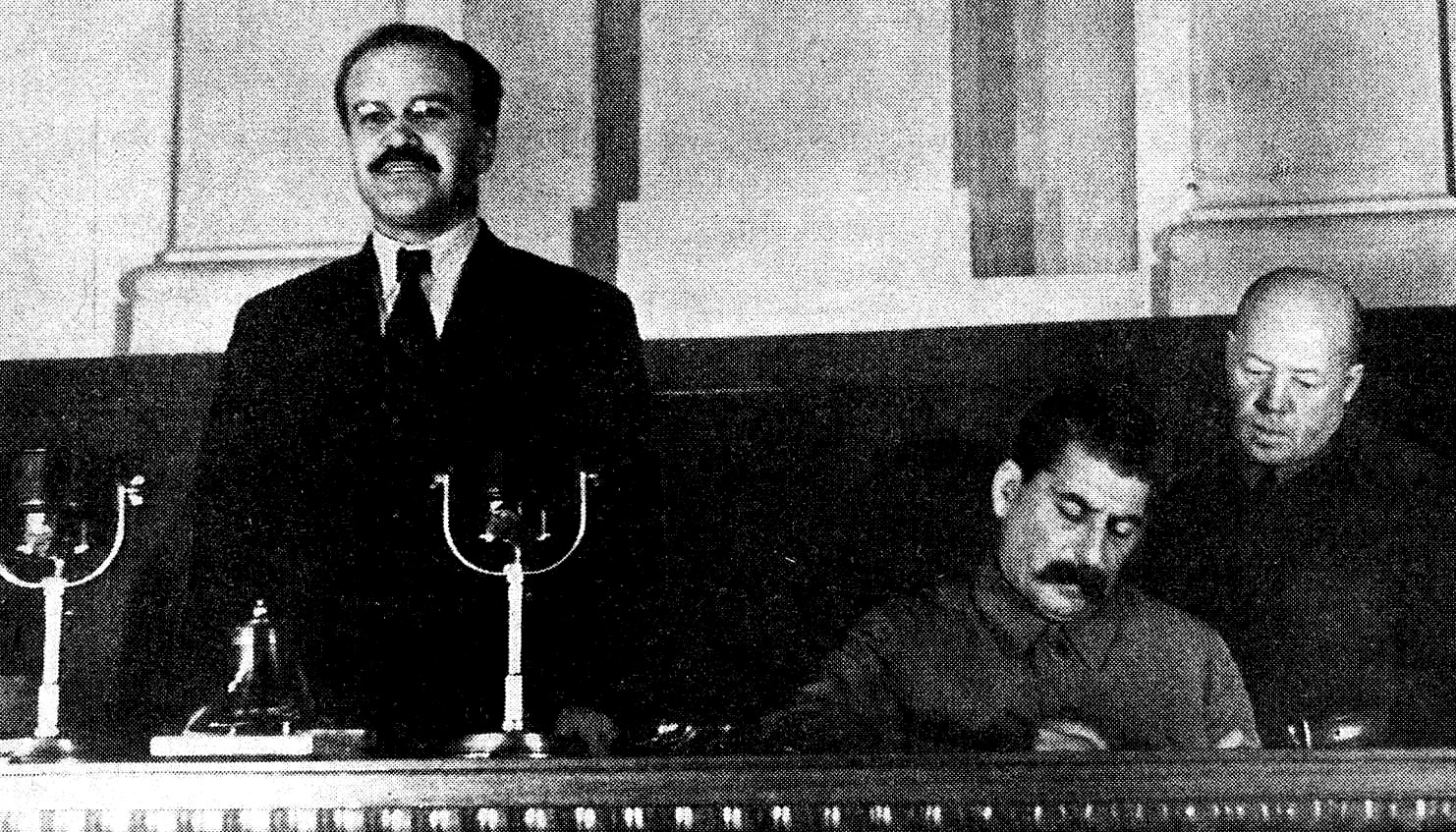
Molotov, Staline et Poskrebychev au du Parti communiste pansoviétique (bolchevik).

Le XVIIe  congrès du Parti communiste pansoviétique (bolchevik) s'est réuni du 26 janvier au 10 février 1934. Les participants comprenaient 1 225 délégués avec droit de vote et 736 délégués avec voix consultative qui représentaient 1 872 488 membres du parti et 935 298 candidats.
Ce congrès a été appelé le « Congrès des vainqueurs » par suite des succès économiques prétendument remarquables du Premier Plan Quinquennal ; ce fut en fait le lieu de la dernière révolte clandestine dans les rangs du parti contre Staline.
Lors des élections au Comité central, Staline eut un nombre significatif de délégués opposés à son élection (plus d'une centaine, bien que le nombre exact reste inconnu), alors que seulement trois délégués rayèrent le nom du très populaire responsable du parti à Léningrad, Sergueï Kirov. Plus tard, la publication des résultats fut falsifiée sur ordre de Staline et il fut officiellement annoncé que Staline n'avait eu que trois votes négatifs.
Pendant le congrès, un groupe d'anciens du parti approchèrent Kirov pour lui suggérer de remplacer Staline en tant que dirigeant du parti. Kirov déclina la suggestion et mit au courant Staline de la teneur de cette discussion.
Staline fut publiquement acclamé, non seulement comme chef indiscuté du parti, mais aussi comme génie puissant et universel dans tous les domaines. Tous ses anciens opposants se mirent à parler de lui sans tarir d'éloges (à l'exception de Léon Trotsky, exilé en 1929) et apportèrent leur soutien complet au parti.
Lors de ce congrès, le Rabkrin (en) fut dissous et ses fonctions attribuées à la Commission de Contrôle soviétique du Sovnarkom.
On a aussi donné à ce congrès le nom de « Congrès des condamnés », car parmi les 1996 membres du parti qui y assistèrent, 1108 furent arrêtés et environ les deux tiers d'entre eux furent exécutés en l'espace de trois ans, spécialement pendant les Grandes Purges. Parmi les 139 membres qui furent élus au Comité Central pendant ce congrès, 98 finirent exécutés. Parmi les 41 survivants, seulement 24 devaient être réélus pendant le XVIIIe congrès en 1939.